# Kent Simpson
Kent Simpson, född 26 mars 1992, är en kanadensisk professionell ishockeymålvakt som tillhör NHL–organisationen New York Islanders och spelar för Bridgeport Sound Tigers i American Hockey League (AHL). Han har tidigare spelat på NHL-nivå för Chicago Blackhawks och på lägre nivåer för Rockford IceHogs i (AHL), Toledo Walleye i ECHL och Everett Silvertips i Western Hockey League (WHL).
Simpson draftades i andra rundan i 2010 års draft av Chicago Blackhawks som 58:e spelare totalt.

## Statistik
M = Matcher, V = Vinster, F = Förluster, O = Oavgjorda, ÖF = Förluster på övertid eller straffar, MIN = Spelade minuter, IM = Insläppta Mål, N = Hållit nollan, GIM = Genomsnitt insläppta mål per match, R% = Räddningsprocent

### Grundserie
| Källa: Uppdaterad: 2014-04-05 | Källa: Uppdaterad: 2014-04-05 | Källa: Uppdaterad: 2014-04-05 | Källa: Uppdaterad: 2014-04-05 | Källa: Uppdaterad: 2014-04-05 | Källa: Uppdaterad: 2014-04-05 | Källa: Uppdaterad: 2014-04-05 | Källa: Uppdaterad: 2014-04-05 | Källa: Uppdaterad: 2014-04-05 | Källa: Uppdaterad: 2014-04-05 | Källa: Uppdaterad: 2014-04-05 | Källa: Uppdaterad: 2014-04-05 | Källa: Uppdaterad: 2014-04-05 |  |
| Säsong                        | Lag                           | Liga                          | M                             | V                             | F                             | O                             | ÖF                            | MIN                           | IM                            | N                             | GIM                           | R%                            |  |
| ----------------------------- | ----------------------------- | ----------------------------- | ----------------------------- | ----------------------------- | ----------------------------- | ----------------------------- | ----------------------------- | ----------------------------- | ----------------------------- | ----------------------------- | ----------------------------- | ----------------------------- |  |
| 2007–2008                     | Everett Silvertips            | WHL                           | 1                             | 0                             | 0                             | 0                             | —                             | 29                            | 1                             | 0                             | 2.07                          | .950                          |  |
| 2008–2009                     | Everett Silvertips            | WHL                           | 27                            | 8                             | 11                            | 4                             | —                             | 1451                          | 93                            | 1                             | 3.85                          | .892                          |  |
| 2009–2010                     | Everett Silvertips            | WHL                           | 34                            | 22                            | 9                             | 1                             | —                             | 1938                          | 73                            | 1                             | 2.26                          | .925                          |  |
| 2010–2011                     | Everett Silvertips            | WHL                           | 53                            | 21                            | 20                            | 9                             | —                             | 3132                          | 145                           | 2                             | 2.78                          | .916                          |  |
| 2011–2012                     | Everett Silvertips            | WHL                           | 60                            | 20                            | 31                            | 7                             | —                             | 3481                          | 193                           | 2                             | 3.33                          | .909                          |  |
|                               | Rockford IceHogs              | AHL                           | 1                             | 0                             | 0                             | 1                             | —                             | 63                            | 3                             | 0                             | 2.85                          | .927                          |  |
| 2012–2013                     | Rockford IceHogs              | AHL                           | 2                             | 1                             | 1                             | 0                             | —                             | 98                            | 5                             | 0                             | 3.07                          | .924                          |  |
|                               | Toledo Walleye                | ECHL                          | 41                            | 20                            | 14                            | 5                             | —                             | 2387                          | 94                            | 2                             | 2.36                          | .912                          |  |
| 2013–2014                     | Chicago Blackhawks            | NHL                           | 1                             | 0                             | 0                             | —                             | 0                             | 20                            | 2                             | 0                             | 6.00                          | .714                          |  |
|                               | Rockford IceHogs              | AHL                           | 29                            | 10                            | 14                            | 1                             | —                             | 1545                          | 92                            | 0                             | 3.57                          | .892                          |  |
| NHL totalt                    | NHL totalt                    | NHL totalt                    | 1                             | 0                             | 0                             | —                             | 0                             | 20                            | 2                             | 0                             | 6.00                          | .714                          |  |
| AHL totalt                    | AHL totalt                    | AHL totalt                    | 32                            | 11                            | 15                            | 2                             | —                             | 1706                          | 100                           | 0                             | 3.16                          | .914                          |  |
| ECHL totalt                   | ECHL totalt                   | ECHL totalt                   | 41                            | 20                            | 14                            | 5                             | —                             | 2387                          | 94                            | 2                             | 2.36                          | .912                          |  |
| WHL totalt                    | WHL totalt                    | WHL totalt                    | 175                           | 71                            | 71                            | 21                            | —                             | 10031                         | 505                           | 6                             | 2.85                          | .918                          |  |

### Slutspel
| Säsong      | Lag                | Liga        | M | V | F | MIN | IM | N | GIM  | R%   |
| ----------- | ------------------ | ----------- | - | - | - | --- | -- | - | ---- | ---- |
| 2009–2010   | Everett Silvertips | WHL         | 5 | 2 | 3 | 298 | 13 | 1 | 2.62 | .908 |
| 2011–2012   | Everett Silvertips | WHL         | 4 | 0 | 4 | 225 | 15 | 0 | 4.00 | .883 |
| 2012–2013   | Toledo Walleye     | ECHL        | 3 | 0 | 3 | 193 | 11 | 0 | 3.42 | .884 |
| ECHL totalt | ECHL totalt        | ECHL totalt | 3 | 0 | 3 | 193 | 11 | 0 | 3.42 | .884 |
| WHL totalt  | WHL totalt         | WHL totalt  | 9 | 2 | 7 | 523 | 28 | 1 | 3.31 | .895 |